# Comuna de Błażowa
Błażowa (polaco: Gmina Błażowa) é uma gminy (comuna) na Polónia, na voivodia de Subcarpácia e no condado de Rzeszowski. A sede do condado é a cidade de Błażowa.
De acordo com os censos de 2004, a comuna tem 10 638 habitantes, com uma densidade 94,4 hab/km².

## Área
Estende-se por uma área de 112,7 km², incluindo:
- área agricola: 66%
- área florestal: 25%

## Demografia
Dados de 30 de Junho 2004:
|                      | Total   | Total | Mulheres | Mulheres | Homens  | Homens |
| -------------------- | ------- | ----- | -------- | -------- | ------- | ------ |
|                      | pessoas | %     | pessoas  | %        | pessoas | %      |
| População            | 10 638  | 100   | 5409     | 50,8     | 5229    | 49,2   |
| Densidade (pop./km²) | 94,4    | 100   | 48       | 48       | 46,4    | 46,4   |

De acordo com dados de 2002, o rendimento médio per capita ascendia a 1253,3 zł.

## Subdivisões
- Białka, Błażowa Dolna, Błażowa Dolna-Mokłuczka, Błażowa Górna, Futoma, Kąkolówka, Kąkolówka-Ujazdy, Lecka, Nowy Borek, Piątkowa.

## Comunas vizinhas
- Domaradz, Dynów, Hyżne, Lubenia, Niebylec, Nozdrzec, Tyczyn